# Sea, Sex and Fun
Pour les articles homonymes, voir Fired Up.
Pour plus de détails, voir Fiche technique et Distribution.
Sea, Sex and Fun (Fired Up) est un film américain réalisé par Will Gluck et sorti dans les salles américaines le 20 février 2009. En France, on retrouve également ce film sous le titre Sea, Sex and Fun.

## Synopsis
Deux amis, membres d'une équipe de football universitaire, décident d'intégrer une équipe de cheerleaders pour la gloire et les filles.

## Fiche technique
- Scénario : Freedom Jones
- Musique : Richard Gibbs
- Directeur de la photographie : Thomas E. Ackerman
- Montage : Tracey Wadmore-Smith
- Casting : Lisa Miller
- Création des costumes : Mynka Draper
- Pays :  États-Unis
- Genre : Comédie
- Durée : 90 minutes
- Dates de sortie en salles : 
  -  États-Unis : 20 février 2009
  -  Australie : 23 avril 2009
  -  Royaume-Uni : 10 juin 2009
- Dates de sortie en vidéo : 
  -  Espagne : 7 juillet 2009
  -  France : 7 octobre 2009 [1]

## Distribution
- Nicholas D'Agosto (V.F. : Yoann Sover) : Shawn Colfax
- Eric Christian Olsen (V.F. : Emmanuel Garijo) : Nick Brady
- Sarah Roemer (V.F. : Laura Blanc) : Carly
- Danneel Harris : Bianca
- David Walton (V.F. : Cédric Dumond) : Dr Rick
- Margo Harshman : Sylvia
- Molly Sims : Diora
- Juliette Goglia : Poppy
- Hayley Marie Norman (en) : Angela
- AnnaLynne McCord : Gwenyth
- Julianna Guill : Agy
- Philip Baker Hall (V.F. : Marc Cassot) : Coach Byrnes
- Jake Sandvig (en) (V.F. : Emmanuel Karsen) : Downey
- Adhir Kalyan (V. F. : Fabrice Fara) : Brewster
- Nicole Tubiola (en) : Marcy
- Smith Cho : Panther Cheerleader
- Masi Oka : Eagle
- Heather Morris : Fiona

Source: RS Doublage 